# 里弗代爾鎮區 (內布拉斯加州水牛縣)
里弗代爾鎮區（英語：Riverdale Township）是位於美國內布拉斯加州水牛縣的一個行政鎮區。

## 地方資料
里弗代爾鎮區的面積為72.34平方千米，皆為陸地。根據2020年美國人口普查的數據，當地共有人口2451人，而人口密度為每平方千米33.88人。